# Tarlina
Tarlina es un género de arañas araneomorfas de la familia Gradungulidae. Se encuentra en Australia.

## Lista de especies
Según The World Spider Catalog 11.5:
- Tarlina daviesae Gray, 1987
- Tarlina milledgei Gray, 1987
- Tarlina noorundi Gray, 1987
- Tarlina simipes Gray, 1987
- Tarlina smithersi Gray, 1987
- Tarlina woodwardi (Forster, 1955)